# Carlos Blanco-Rajoy
Carlos Blanco-Rajoy Martínez-Reboredo (La Coruña, 19 de octubre de 1930 - 30 de julio de 2011) fue un abogado y político español.
Fue senador de la UCD en la primera legislatura (1979-1982) por la circunscripción electoral de La Coruña y en la segunda (1982-1986), también por La Coruña, lo fue por el Partido Demócrata Popular, partido que se presentó en coalición con Alianza Popular.